# جبرية (قرية)
 جبرية  بالفارسية  جبریه  قرية صغيرة تتبع بلدة شيبكوه (بالفارسية: بخش شيبكوه ) من توابع مدينة لنجة وتقع في محافظة هرمزگان في جنوب إيران. تقع هذه القرية على بعد 12 كيلومتراً جنوب قرية كلشن.

## حدود قرية جبرية
حدود قرية جبرية، من الشمال: قرية كلشن ، ومن الجنوب قرية رستاق ، ومن الغرب قرية بوالعسكر ، ومن جهة الشرق تنتهي بقرية رستمي.

## السكان
يبلغ عدد سكان هذه القرية حسب تعداد السكان لعام 2006 للميلاد، (150) نسمه من أهل السنة والجماعة وعلى المذهب الشافعي. يتكلون العربية، مسجد، ومدرسة، وعيادة صحية صغيرة، وبركتان لحفظ مياه الأمطار، يمتهنون بتربية المواشي والزراعة، يمتهنون بمهنة الزراعة وتربية المواشي.